# Iglesia de San Martín (Marzana)
La iglesia de San Martín es un inmueble de la localidad española de Marzana, en la provincia de Vizcaya.

## Descripción
El edificio se encuentra en la entidad de población española de Marzana, del municipio de Valle de Achondo, perteneciente a la provincia de Vizcaya, en la comunidad autónoma del País Vasco. Se menciona como iglesia parroquial del lugar en el undécimo volumen del Diccionario geográfico-estadístico-histórico de España y sus posesiones de Ultramar de Pascual Madoz, donde aparece descrita con las siguientes palabras:

igl. parr. (San Martin) fundada en 1550 por Don Pedro Velez de Marzana, por evitar discordias que solia tener con la parr. de San Agustin de Echevarria; tiene 60 pies de long. y 31 de lat. con bóveda, 3 altares y sepultura del patrono, ademas de otras 5; y está servida por un cura de nombramiento del marqués de la Alameda como patrono, y amovible ad nutum del mismo.
(Madoz, 1848, p. 275)